# Philippe Tillous-Borde
Pour les articles homonymes, voir Tillous-Borde.
Philippe Tillous-Borde, né le 17 mai 1946 à Versailles et mort le 17 décembre 2022 à Paris, est un ingénieur et entrepreneur français, qui a assuré aux producteurs français d’oléoprotéagineux (tournesol, colza, pois, soja, olive, etc.) un débouché durable pour leurs productions. 
Cofondateur du groupe Sofiprotéol avec le responsable agricole Jean-Claude Sabin, il dirige durant une trentaine d’années le groupe Sofiprotéol (devenu le groupe Avril en 2015). Il est par la suite le président de la Fondation Avril, reconnue d'utilité publique.
Philippe Tillous-Borde est membre de la Commission Attali (2007-2010).

## Biographie
Philippe Tillous-Borde est ingénieur agronome de formation. Sa famille originaire de la Soule dans le Pays basque est connue dans le milieu du rugby. Après une première expérience sur l’Altiplano andin, avec l’étude des communautés paysannes, Philippe Tillous-Borde rejoint le GERBIOS (Groupe d’Étude et de Recherche en BIOSystèmes) où il applique des modèles mathématiques à l’agrobiologie. Il intègre fin 1974 la société Oleafin, une entreprise commune au groupe Louis-Dreyfus et au Comptoir national des techniques agricoles (CNTA), comme chargé d’études d’investissement puis directeur du contrôle de gestion et d’investissement en 1978.
En 1983, le CNTA dépose le bilan avec le risque de déstabiliser l’ensemble de la filière des oléoprotéagineux. Afin de permettre à la filière de se restructurer et de se développer, Philippe Tillous-Borde est mandaté par le syndicaliste Jean-Claude Sabin pour mettre sur pied l’établissement financier Sofiprotéol, la société de financement de la filière des protéines et oléagineux,. Les principales productions soutenues par Sofiprotéol sont le colza et le tournesol, deux plantes riches en protéine, cultivées en rotation avec les céréales.
Sous l’impulsion de Philippe Tillous-Borde, Sofiprotéol mise dès la fin des années 1980 sur le biocarburant diester conçu à partir d'huile de colza dont le débouché alimentaire est problématique à l'époque. Par ailleurs l’huile produite par Sofiprotéol dont la teneur est la plus élevée en oméga 3 est commercialisée dans l’alimentation humaine. Sous l’action de Philippe Tillous-Borde, Sofiprotéol devient le principal producteur d’huiles de table en France avec l’achat de Lesieur en 2002 et des huiles d’olive Puget en 2004,,,.
En parallèle, Philippe Tillous-Borde consolide la filière avec une stratégie orientée sur les coproduits. Le tourteau, coproduit particulièrement riche en protéines issu de la transformation des graines, est utilisé pour l’alimentation animale. Pour mieux valoriser les tourteaux produits par Sofiprotéol, il entre dans le capital de Glon-Sanders en 1998, le leader français de l’alimentation animale dont il prend le contrôle en 2007,. Philippe Tillous-Borde s’intéresse également de près à la glycérine, le coproduit du diester, utilisée dans l’oléochimie dans lequel il prend pied en 1996 en créant la société Novance. En 2009, Sofiprotéol renforce son activité dans la chimie du renouvelable avec l’acquisition de la société belge Oléon,.
Pour poursuivre le développement stratégique du groupe à l’international, Philippe Tillous-Borde pousse Sofiprotéol à acheter la société Expur en Roumanie, Lesieur Cristal au Maroc et investit fortement dans l’oléochimie en Malaisie,.
En 2012, le chiffre d’affaires de Sofiprotéol est de 7,3 milliards d’euros. Ayant atteint l'âge limite d'activité, Philippe Tillous-Borde passe le témoin à son successeur Jean-Philippe Puig, tout en étudiant à la demande de Xavier Beulin qui avait succédé à Jean-Claude Sabin en 2000, une nouvelle gouvernance pour Sofiprotéol,. Le groupe, renommé Avril, est transformé en 2015 en société en commandite par actions dont le principal actionnaire commanditaire est la Fondation Avril, reconnue d’utilité publique. Il préside jusqu'en 2021 cette fondation.
Atteint d’une hyper-myopie congénitale handicapante, Philippe Tillous-Borde est très malvoyant, le titre de son témoignage édité par Eyrolles Un homme d’entreprise visionnaire s’y réfère. Membre du conseil d'administration de la Fondation Voir et Entendre créée par les professeurs José-Alain Sahel et Christine Petit, Philippe Tillous-Borde s'est vu confier dans ce cadre la présidence de la société Streelab dont la mission est d’améliorer l’autonomie, la mobilité et la qualité de vie des personnes déficientes visuelles et des seniors,.
Philippe Tillous-Borde meurt le 17 décembre 2022 à Paris à 76 ans.

## Décorations
- Commandeur de la Légion d'honneur [27].
- Commandeur de l'ordre national du Mérite  Il est promu commandeur par décret du 14 novembre 2011[28]. Il était officier du 6 septembre 2002.

## Publications
Témoignage
- Yannick Le Bourdonnec et Philippe Tillous-Borde, Un homme d'entreprise visionnaire : 40 ans au service d'une ambition agricole pour la France, Paris, Éditions Eyrolles, 2015, 180 p. (ISBN 978-2-212-56174-6, lire en ligne)

Articles
- Pierre Estivals, Francis Hénin et Philippe Tillous-Borde, « Coopératives et systèmes traditionnels de l'Altiplano péruvien », Développement et civilisations, nos 52-53,‎ 1973, p. 80-140
- Romain Gaignard et Philippe Tillous-Borde, « Les protéines dans le monde : bilans et nouveaux enjeux », Annales de Géographie, t. 89, no 493,‎ 1980, p. 373-393 (lire en ligne), consulté en ligne le 10 février 2016
- Philippe Dusser et Philippe Tillous-Borde, « Les équilibres de marchés agricoles évolutions et tendances » dans Pierre Jacquet et Jean-Hervé Lorenzi (dir.), Les nouveaux équilibres agroalimentaires mondiaux, Paris, Presses Universitaires de France, 2015, 128 p. (ISBN 978-2-13-058769-9)
- Philippe Tillous-Borde, « Notre agriculture, au cœur des enjeux de la COP21 », La Tribune,‎ 2015 (lire en ligne), consulté en ligne le 10 février 2016